# Build a Bridge
Build a Bridge è una canzone dei Limp Bizkit, uscita nel 2003 nel loro quarto disco in studio, Results May Vary.
Build a Bridge fu la canzone ufficiale di WWE Survivor Series 2003. Visto che Wes Borland se n'era andato dai Bizkit nel 2001, Fred Durst aveva chiesto al gruppo amico dei Korn, se il loro chitarrista, Brian Welch, poteva fare questa canzone insieme a loro, e i Korn gli mandarono Welch in aiuto.

## Formazione
- Fred Durst - voce
- Brian Welch - chitarra
- Sam Rivers - basso
- John Otto - batteria
- DJ Lethal - giradischi, tastiere